# Pokémon: Diamond and Pearl (anime)
Pokémon: Diamond and Pearl este format din a zecea, unsprezecea și a douăsprezecea serie Pokemon: DP, DP Battle Dimension, DP Galactic Battles. Aceste 3 serii prezintă aventurile lui Ash, Pikachu, Dawn și Brock în Sinnoh. Motto-ul acestei serii nu mai este Prinde-i pe toți, ci este doar câștigarea insignelor și a panglicilor. 

## Personaje principale

### Ash Ketchum
Este personajul principal al seriei Pokemon și a benzii desenate The Electric Tale of Pikachu. Ash a fost creat pe baza personajului principal din Pokemon, Versiunea Roșu și Albastru, Red. Numele lui în japoneză este Satoshi, o parte a numelui unui creator franțuzesc, Satoshi Tajiri și înseamnă înțelepciune sau motiv. Numele lui în engleză este un joc de cuvinte în motto. Fata de care se indragosteste in anime este may (haruka)

#### Pokemoni
În mână
- Pikachu
- Starly → Staravia → Staraptor
- Turtwig → Grotle → Torterra
- Chimchar → Monferno → Infernape
- Buizel
- Gible

 Cu Profesorul Oak 
- Bulbasaur
- Krabby → Kingler
- Muk
- Tauros (X30)
- Snorlax
- Heracross
- Cyndaquil → Quilava
- Chikorita → Bayleef
- Totodile
- Noctowl
- Egg → Phanpy → Donphan
- Corphish
- Treecko → Grovyle → Sceptile
- Torkoal
- Taillow → Swellow
- Snorunt → Glalie

 În antrenament 
- Primeape
- Squirtle
- Charmander → Charmeleon → Charizard
- Gligar → Gliscor

 Eliberați
- Caterpie → Metapod → Butterfree
- Pidgeotto → Pidgeot
- Lapras

 Schimbați 
- Raticate
- Aipom

 Dați altcuiva 
- Beedrill

 Neoficiali 
- Haunter
- Ou → Larvitar

 Temporari 
- Ponyta → Rapidash
- Porygon
- Weezing
- Meowth
- Arbok
- Hoothoot
- Seaking
- Hitmonlee
- Raichu
- Spoink
- Mantyke

### Dawn
Dawn este noua fata care apare in seria Diamont & Pearl. Se indragosteste de prietenul ei din copilarie, Kenny in ciuda faptului ca el o necajeste mereu. Ea il salveaza pe Pikachu (pokemonul lui Ash Ketchum) de Echipa Racheta. Lui Dawn ii place sa se aranjeze. Primul pokemon este Piplup. Dawn se imprieteneste cu May (personajul principal din Pokemon Advances Generation) la cupa Wallace.Dawn l-a folosit pe Piplup, iar May pe Glaceon (eevee). Dawn a castigat cupa pentru ca a fost prima lupta a lui Glaceon.

#### Pokemoni
În mână
- Piplup
- Buneary
- Pachirisu
- Swinub → Piloswine → Mamoswine
- Cyndaquil → Quilava
- Togekiss

 În antrenament 
- Aipom → Ambipom

 Schimbați 
- Buizel

 Temporari 
- Grimer
- Dodrio
- Sharpedo